# ГС-82
ГС-82 — мале гідрографічне судно ГС-82, проекту 870.

## Історія
Мале гідрографічне судно "ГС-82" було побудовано в 1969 році в місті Гданськ.
Судно входило до складу 156-ї гідрографічної ділянки в Миколаєві.
Під час поділу флоту в 1997 р було передано ВМС України, отримавши там нове найменування - бортовий U600. Згодом судну повернули його колишню назву "ГС-82" і передали цивільній службі - Миколаївському відділенню державного підприємства "Держгідрографія" України.